# オバフェミ・マルティンス
オバフェミ・マルティンス（Obafemi Martins）ことオバフェミ・アキンウンミ・フォルワショラ・オシャディ・マルティンス（Obafemi Akinwunmi Foluwashola Oshadi Martins、1984年10月28日 - ）は、ナイジェリア・ラゴス出身の元サッカー選手。元ナイジェリア代表。現役時代のポジションはフォワード。

## 経歴
14歳の時、ナイジェリアのFC Ebedeiに加入。その後、16歳でイタリアのセリエCレッジャーナのトライアルに参加。2か月のトライアルを経て、Ebedeiのチームメイトスティーヴン・マキンワとともに入団。ユースチームで活躍し、これが、元イタリア代表ストライカーピエルルイジ・カジラギの目に留まり、彼の推薦もあって2001年からレッジャーナのトップチームに昇格する事になった。この年のビアレッジョ国際ユースで優勝するとアフリカ最優秀若手選手にも選出された。
2001年からはインテルへ移籍。初年度はユースチームで23得点を記録する。2002年12月にトップチームデビュー。アルバロ・レコバ、アドリアーノ、フリオ・クルスら豪華なFW陣の一角を占める中、先発出場は少ないものの、セリエAで88試合に出場して28得点を記録。中でも2002-03シーズンのチャンピオンズリーグでは、セミファイナルで大会史上初のACミランとのミラノダービーとなった。その第2戦でルーズボールを背中で流し、パオロ・マルディーニをスピードで完全に振り切り得点を奪った。2005年には2010年まで契約を延長。
しかし2006年にユヴェントスからズラタン・イブラヒモビッチ、チェルシーからエルナン・クレスポの加入が決定。出場機会の激減が予想されたため、移籍を志願。移籍市場ではバレンシアなどがオファーを出すなど注目を集めたが、2006-07シーズンよりイングランドのニューカッスル・ユナイテッドへ移籍。ニューカッスルでは3シーズンで88試合に出場し28ゴールを記録するも、2008-09シーズンにチームが降格。これに伴い、2009年7月、移籍金900万ポンドでドイツのVfLヴォルフスブルクに4年契約で移籍した。2010年7月、ロシア・プレミアリーグのFCルビン・カザンに3年契約で移籍した。
ナイジェリア代表においては、アフリカネイションズカップ2006での3位入賞に貢献するなど中心選手となっている。2007年11月17日の親善試合・オーストラリア戦では初めてキャプテンを任された。2009年11月14日のワールドカップ予選・ケニア戦では同点ゴール、決勝ゴールと2得点を挙げる活躍で、ナイジェリアのワールドカップ出場決定に貢献した。
2011年1月31日、プレミアリーグのバーミンガム・シティFCにレンタル移籍。2月19日のFAカップ5回戦で移籍後初ゴールを決めた。2月27日に行われたリーグカップ決勝・アーセナル戦で途中出場し、1対1で迎えた後半44分に決勝ゴールを挙げ48シーズンぶり2度目の優勝に貢献した。
2016年2月、中国サッカー・スーパーリーグの上海申花へ完全移籍することが発表された。2018年4月3日に行われたAFCチャンピオンズリーグ2018 グループリーグの鹿島アントラーズ戦で大腿四頭筋を断裂、全治7か月の重傷を負った。2018年6月1日、上海申花を退団した。
その後は無所属が続いていたが、2020年7月に上海申花へ復帰した。
2020年9月、武漢卓爾へ移籍。

## 人物
- 妻はマリオ・バロテッリの実姉である[7]。
- 息子のケビン・マルティンスもサッカー選手で、ACミランの下部組織でキャリアをスタートさせたが、2018年に父の古巣インテルに移籍。2022年現在、インテルのU-18カテゴリーに所属している。ポジションはフォワード。ケビンにとってバロテッリは叔父に当たる。
- インテルでは先輩FWであり、同じ英語話者であるクリスティアン・ヴィエリにかわいがられていた[要出典]。
- 2006年8月にナイジェリアサッカー協会の公式サイトにおいて、生年月日が誤って1978年5月1日（実際は1984年10月28日）と掲載された[要出典]。
- 2007年6月20日、ナイジェリアのラゴスで車の運転中に銃で襲われたことがある[要出典]。
- 2008年7月24日、ナイジェリアのラゴスで起こったタンクローリー爆発事故による火災に、母が巻き込まれて亡くなった[8]。本人はショックを受け、すぐにイングランドからナイジェリアへと向かった。
- ゴールパフォーマンスとして、頻繁にバク転を披露していた。

## 代表歴

### 出場大会
- ナイジェリア代表
  - 2010 FIFAワールドカップ

### 試合数
- 国際Aマッチ 43試合 18得点（2004年-2015年）[9]

| ナイジェリア代表 | 国際Aマッチ | 国際Aマッチ |
| 年               | 出場        | 得点        |
| ---------------- | ----------- | ----------- |
| 2004             | 4           | 2           |
| 2005             | 5           | 7           |
| 2006             | 7           | 2           |
| 2007             | 5           | 2           |
| 2008             | 2           | 0           |
| 2009             | 3           | 2           |
| 2010             | 13          | 3           |
| 2011             | 0           | 0           |
| 2012             | 1           | 0           |
| 2013             | 1           | 0           |
| 2014             | 0           | 0           |
| 2015             | 2           | 0           |
| 通算             | 43          | 18          |

## タイトル

### クラブ
インテル
- セリエA : 2005-06
- コッパ・イタリア : 2004-05, 2005-06
- スーペルコッパ・イタリアーナ : 2004-05, 2005-06

ニューカッスル
- UEFAインタートトカップ : 2006

バーミンガム
- フットボールリーグカップ : 2011

シアトル・サウンダーズ
- サポーターズ・シールド : 2014
- USオープンカップ : 2014

上海申花
- 中国FAカップ : 2017

### 個人
- CAF年間最優秀若手選手 : 2003, 2004